# نازی صفوی
نازی صفوی، (متولد ۱۳۴۶ در تهران) یک نویسنده  است. از وی تا بحال دو رمان بنام «دالان بهشت» در سال۱۳۷۸ منتشر شد و سومین کتاب پرفروش ۱۴سال اخیر بوده‌است. رمان بعدی او، «برزخ اما بهشت» سال۸۳ منتشر شد